# Lichtenhagen
Lichtenhagen è un quartiere (Stadtteil) di Rostock.

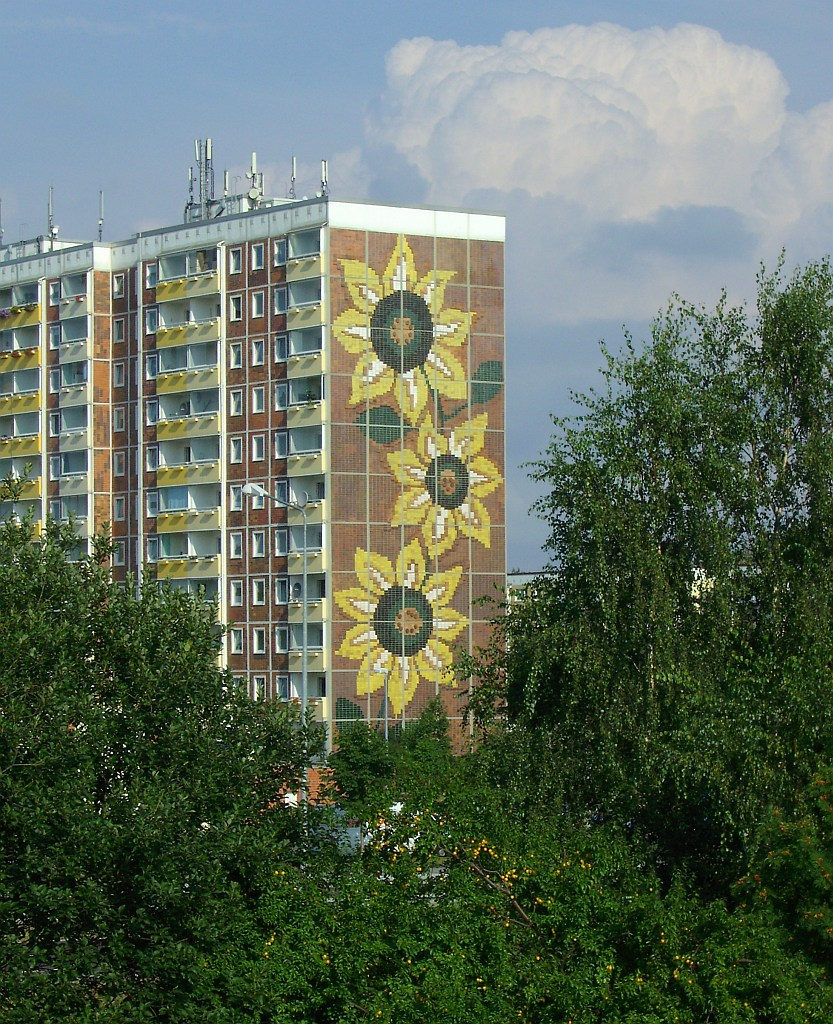
Rostock Sonnenblumenhaus